# Sello de Niue
El Sello de Niue, o Sello Público de Niue, es el sello oficial de Niue. Fue adoptado en septiembre de 2021. La primera versión del sello se creó en 1974, cuando Niue obtuvo el estatus de gobierno autónomo y se unió a la libre asociación con Nueva Zelanda.

### Diseño actual
El diseño de 2021 consta de una corona (que representa al soberano como jefe de Estado), montada sobre un círculo exterior azul en forma de una guirnalda tradicional de Niue de 14 conchas marinas (representando las 14 aldeas de Niue). El círculo exterior rodea un círculo interior verde de diseños hiapo, representando la fonua (tierra), dentro del cual hay diseños estilizados de un árbol, que representa la vida y tagata Niue (la gente de Niue). Esto se asienta sobre un pergamino que lleva el lema "Atua, Niue Tukulagi" (Dios, Niue eternamente) y dos katoua (palos de hendidura), que representan la defensa y la seguridad. Entre los círculos exterior e interior están las palabras "Public Seal of Niue" quienes traducidas al español significan "Sello Público de Niue".

### El diseño del sello de 1974
El sello de Niue muestra, en su parte central, el escudo de Nueva Zelanda que es un escudo cuarteado. En el primer cuartel del escudo aparece representada la constelación de la Cruz del Sur, en el segundo cuartel un vellocino de oro, en el tercero un manojo de trigo, y en el cuarto, dos martillos. Sobre el todo y terciado en palo, en una franja vertical de plata, tres barcos de sable. Los soportes o tenantes del escudo representan a una mujer “pakeha”que porta la bandera de Nueva Zelanda y que simboliza la población que desciende de la emigración europea, fundamentalmente británica, y un guerrero maorí armado, figura que representa a la población de origen autóctono. El escudo aparece timbrado con la corona real británica. Al pie del mismo aparece escrito "New Zealand" ("Nueva Zelanda") en una cinta situada sobre dos hojas de helecho.
En este sello, el escudo de Nueva Zelanda aparece representado en blanco y negro y rodeado por la frase “Public Seal of Niue” (“Sello Público de Niue”)